# Heinkel HE 18
L'Heinkel HE 18 era un aereo da turismo leggero, monomotore e biposto, sviluppato dall'azienda aeronautica tedesca Ernst Heinkel Flugzeugwerke nei primi anni venti del XX secolo.
Sviluppo del precedente Heinkel HE 3 era destinato al mercato dell'aviazione generale e, data la sua configurazione biposto, alla formazione dei nuovi piloti civili nelle scuole di volo del periodo.

## Storia del progetto
Con il termine della prima guerra mondiale, dopo la stesura del trattato di Versailles del 1919, l'aviazione dell'oramai smembrato Impero tedesco era stata drasticamente ridotta e i voli, dopo un iniziale divieto, poterono essere ripresi dopo qualche tempo ma limitatamente ai servizi di trasporto civile. La timida rinascita del mercato dell'aviazione nella neofondata Repubblica di Weimar indusse alcune aziende a sviluppare nuovi modelli espressamente progettati per sostituire i pochi velivoli residuati bellici convertiti a tale scopo. In questo periodo, oltre ai grandi modelli destinati al trasporto commerciale, vi fu un proliferare di progetti destinati all'aviazione leggera, sia a scopo turistico che sportivo con modelli che potevano essere sfruttati anche per la formazione di nuovi piloti.
In quest'ambito Ernst Heinkel, a capo dell'azienda aeronautica che fondò nel 1922, decise di introdurre un nuovo modello che potesse risultare concorrenziale a quelli già presenti nella fascia di mercato sfruttando l'esperienza acquisita dal modello HE 3 ma adeguando il progetto alle ultime tecnologie. Il risultato fu l'HE 18, un velivolo biposto ad ala bassa e carrello fisso realizzato in materiali metallici.

## Tecnica
L'HE 18 era un velivolo dall'impostazione convenzionale dalla struttura metallica che riproponeva la configurazione generale del suo predecessore, l'HE 3, ovvero un monomotore con configurazione alare monoplana e carrello fisso, tuttavia erano sostanziali le modifiche al progetto originale, che vanno dal materiale di costruzione alla quantità di posti disponibili.
La fusoliera, realizzata con una struttura in acciaio saldato ricoperta in tela trattata, presentava i due abitacoli separati in tandem, entrambi aperti e dotati di un piccolo parabrezza, dotati di doppi comandi con quello anteriore facilmente staccabile per convertire velocemente l'uso da addestratore a semplice aereo da turismo. Benché previsto con struttura metallica, era possibile ottenere su richiesta del committente una più tradizionale struttura lignea. Posteriormente terminava in un impennaggio convenzionale monoderiva.
La configurazione alare era monoplana, con l'ala collocata bassa sulla fusoliera e rinforzata da una coppia di aste di controvento a "V" per lato. Dotata di alettoni, le ali erano inoltre ripiegabili all'indietro per facilitarne le operazioni di hangaraggio.
Il modello era normalmente equipaggiato con un carrello d'atterraggio fisso, un semplice biciclo anteriore realizzato in struttura tubolare con le ruote collegate da un assale rigido, integrato da un pattino d'appoggio posteriore posto sotto la coda, ma venne progettato per essere rapidamente sostituito con una coppia di galleggianti trasformandolo in idrovolante.
La propulsione era affidata ad un motore radiale di bassa potenza, normalmente prodotto dalla Siemens & Halske, che poteva essere a 5 o a 7 cilindri, rispettivamente il Sh 5 o l'Sh 7, accreditati entrambi di 75 PS (55 kW) di potenza nominale. Era comunque previsto l'installazione di un diverso propulsore su scelta dal committente.

### Periodici
- (EN) THE HEINKEL H.E. 18 SPORTS MONOPLANE - A New German Low-Power Two-Seater, su Flight, http://www.flightglobal.com/home/default.aspx, 26 marzo 1925. URL consultato il 31 luglio 2013.